# Saison 14 de The Voice : La Plus Belle Voix
 (février 2025).
- Si vous ne connaissez pas le sujet, laissez ce bandeau (vous pouvez alors contacter les auteurs).
- Si vous supprimez le contenu mis en cause (vous pouvez préalablement contacter les auteurs),

argumentez précisément cette suppression dans la page de discussion
(un manque de référence n'est pas un argument ; une recherche réelle de référence doit avoir été effectuée, être formellement documentée).
 (février 2025).
La quatorzième saison de The Voice : La Plus Belle Voix, émission française de télé-crochet musical, est diffusée du 1er février 2025 au 3 mai 2025 TF1. Elle est animée par Nikos Aliagas.

## Coachs et candidats

### Coachs

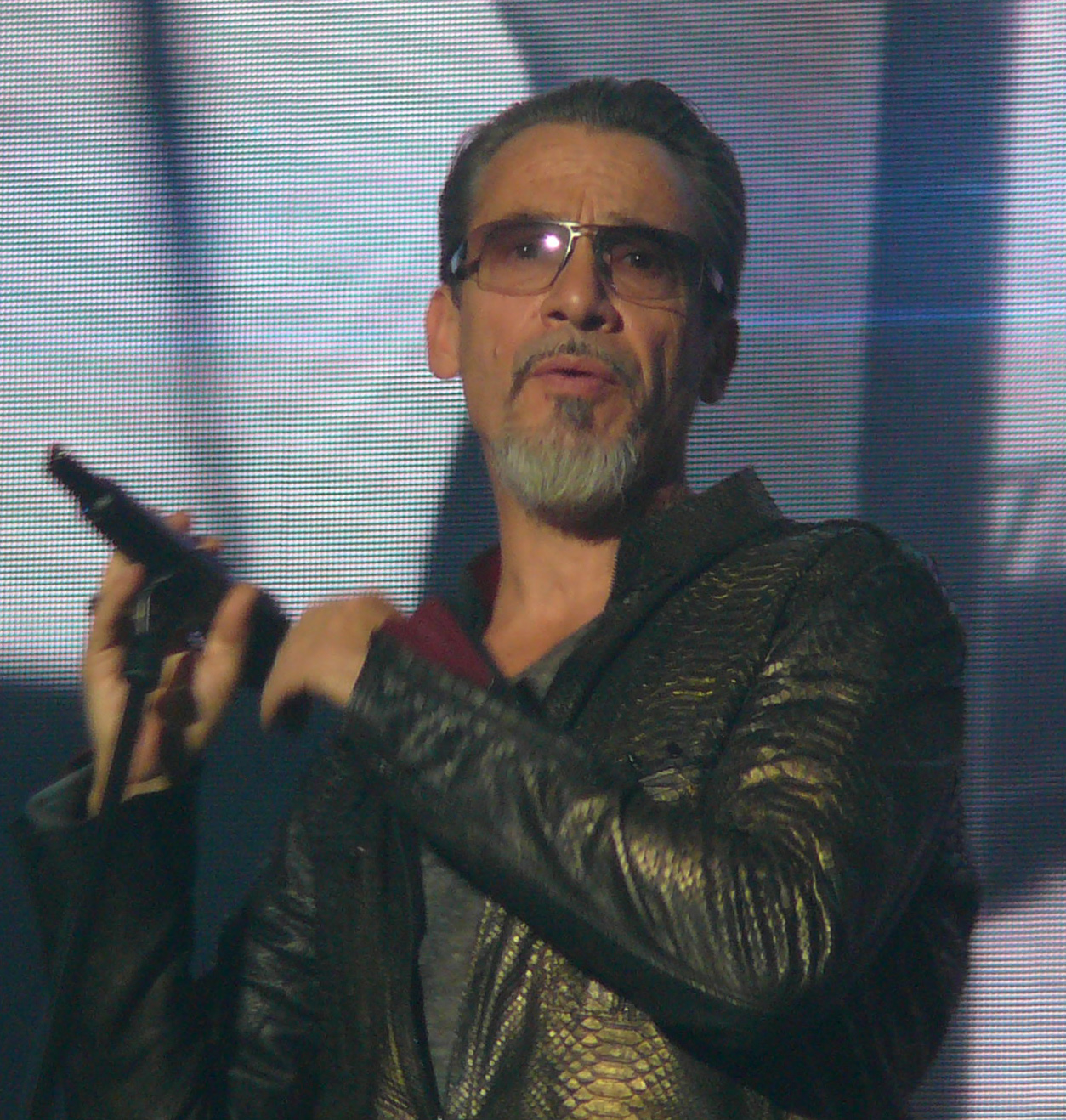
Florent Pagny
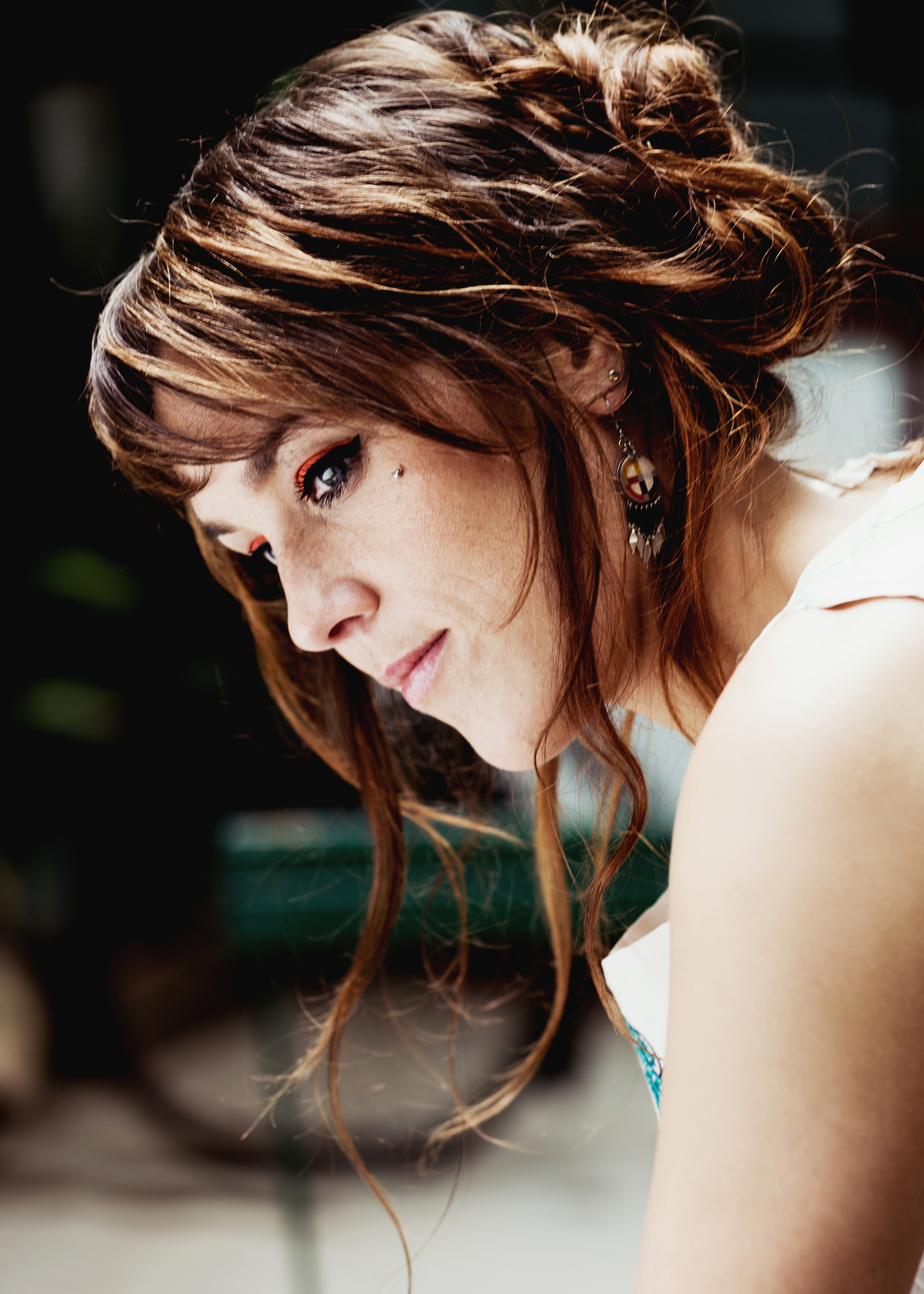
Zaz
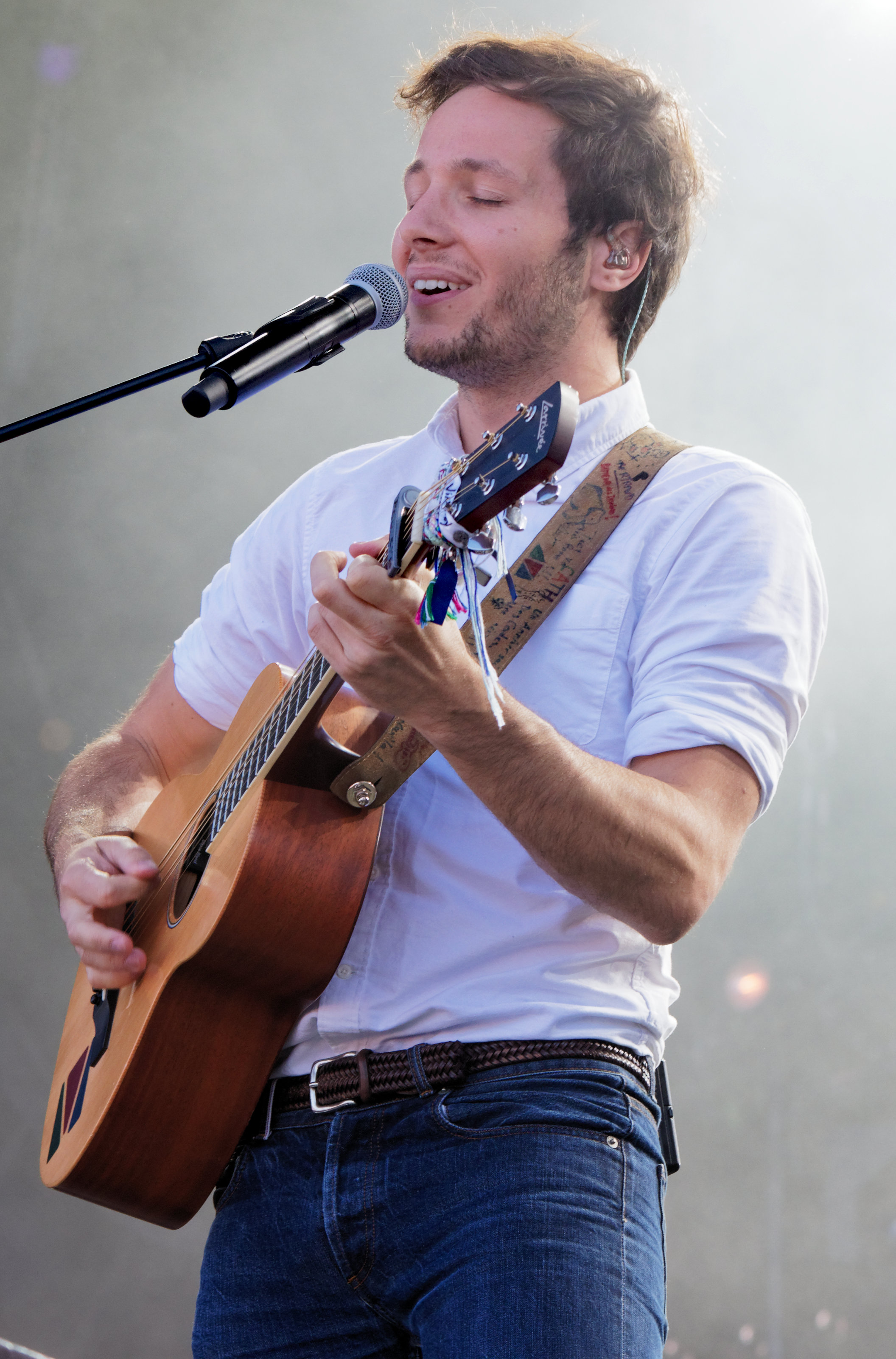
Vianney
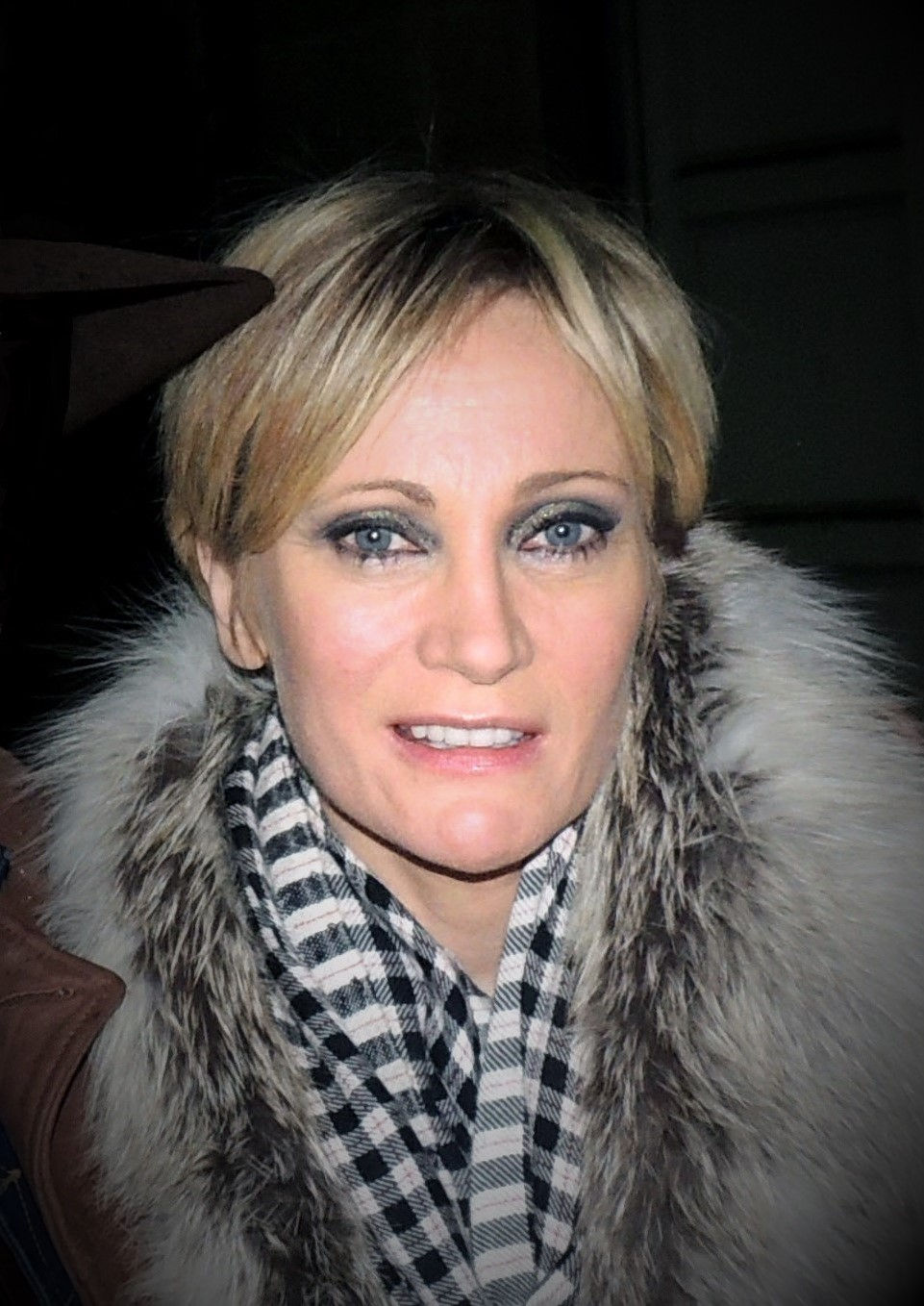
Patricia Kaas

### Super Coach

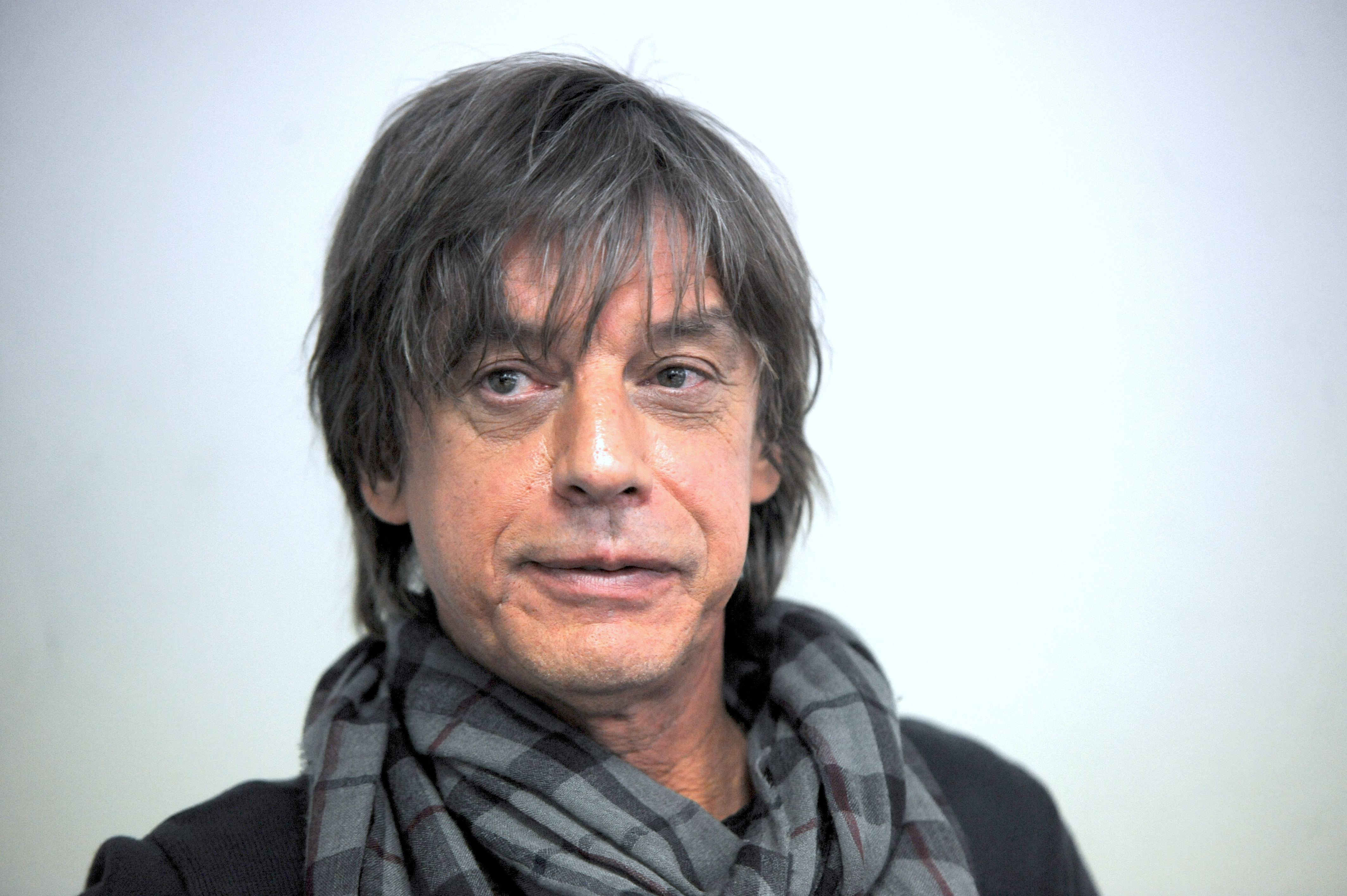
Jean-Louis Aubert

### Candidats
- Vainqueur
- Deuxième

| Étapes                  | Florent Pagny      | Zaz            | Vianney         | Patricia Kaas         |
| ----------------------- | ------------------ | -------------- | --------------- | --------------------- |
| Finalistes              | Il Cello           | Gianni         | Mega            | Mickaël Gallo         |
| Éliminés en demi-finale | César Varadero     | Neven          | Iman            | Laelia                |
| Éliminés en demi-finale | Emilio Amico       | Maag           | Kilonga         | Aidan Rohr            |
| Éliminés aux Battles    | Gabriel Nabi Gueye | Bry            | The Joyful Key  | Charline              |
| Éliminés aux Battles    | FG Lucas           | Elliot         | Miya            | Teona                 |
| Éliminés aux Battles    | Théadule           | Mina Blue      | Sorenza         | Héléna Hélia          |
| Éliminés aux Groupes    | Tifany B           | Tanaë          | Nawel           | Miranda Grace         |
| Éliminés aux Groupes    | Théo Bellanca      | Rick           | Katleen         | Marion BB             |
| Éliminés aux Groupes    | Kylia              | Lisa Steinway  | Charlie Rayon   | Julie                 |
| Éliminés aux Groupes    | Léa                | Léo            | Roxane          | Jessica               |
| Éliminés aux Groupes    | Ankinée            | Kenny          | Dixye           | Mickaël Kruz          |
| Éliminés aux Groupes    | Philippe Campion   | Boï Patchivalo | Khénoah         | Chris                 |
| Éliminés aux Groupes    | Maëlia             | Lorette        | Gaël            | Athéna                |
| Éliminés aux Groupes    | Léana              | Shana          | Étienne Perrier | Jordan                |
| Éliminés aux Groupes    | Manon              | Cassilda       | Michael David   | Francesco Il Mercante |
| Éliminés aux Groupes    | Eÿs                | Adam           | Kylian          | Franck                |
| Éliminés aux Groupes    | —                  | —              | —               | Lolly Wish            |
| Éliminés aux Groupes    | —                  | —              | —               | Ève                   |

## Déroulement de la saison

### Auditions à l'aveugle
Le principe est, pour les quatre coachs, de choisir les meilleurs candidats présélectionnés par la production. Lors des présentations de chaque candidat, chaque juré et futur coach est assis dans un fauteuil, dos à la scène et face au public, et écoute la voix du candidat sans le voir (d'où le terme « auditions à l'aveugle ») : lorsqu'il estime qu'il est en présence d'un candidat qui lui convient, le juré appuie sur un buzzer devant lui, qui fait alors se retourner son fauteuil face au candidat. Cela signifie que le juré, qui découvre enfin physiquement le candidat, est prêt à entraîner et soutenir le candidat et le veut dans son équipe. Si le juré est seul à s'être retourné à la fin de la prestation, le candidat rejoint son équipe par défaut. Si plusieurs jurés se retournent, le candidat choisit son équipe. Cette saison, les coachs peuvent utiliser le « Super Block » après la prestation du candidat. Une fois ce bouton actionné, sur le couloir des coachs est écrit « Bloqué » ou « Bloquée ». Ils peuvent l'utiliser deux fois sur la durée des auditions à l'aveugle.
Cette saison voit l'introduction d'un bouton « seconde chance » permettant à un coach de faire passer une seconde audition à l'aveugle à un candidat  ayant échoué lors de son premier passage.

#### Épisode 1
Le premier épisode est diffusé le 1er février 2025 à 21 h 10.

#### Épisode 2
Le deuxième épisode est diffusé le 8 février 2025 à 21 h 10.

#### Épisode 3
Le troisième épisode est diffusé le 15 février 2025 à 21 h 10.

#### Épisode 4
Le quatrième épisode est diffusé le 22 février 2025 à 21 h 10.

#### Épisode 5
Le cinquième épisode est diffusé le 1er mars 2025 à 21 h 10.

#### Épisode 6
Le sixième épisode est diffusé le 8 mars 2025 à 21 h 10.

#### Épisode 7
Le septième épisode est diffusé le 15 mars 2025 à 21 h 10.

#### Épisode 8
Le huitième épisode est diffusé le 22 mars 2025 à 21 h 10.

#### Épisode 9
Le neuvième épisode est diffusé le 29 mars 2025 à 21 h 10.

#### Bilan des auditions à l'aveugle
| Nombre de talents (sur 16) | Florent Pagny      | Zaz            | Vianney         | Patricia Kaas         |
| -------------------------- | ------------------ | -------------- | --------------- | --------------------- |
| 1                          | Léa                | Neven          | Gaël            | Teona                 |
| 2                          | César Varadero     | Lisa Steinway  | Roxane          | Aidan Rohr            |
| 3                          | Gabriel Nabi Gueye | Maag           | Sorenza         | Charline              |
| 4                          | Léana              | Cassilda       | Mega            | Mickaël Gallo         |
| 5                          | Philippe Campion   | Gianni         | Nawel           | Jessica               |
| 6                          | Levon              | Léo            | Iman            | Lolly Wish            |
| 7                          | Ankinée            | Mina Blue      | The Joyful Key  | Marion BB             |
| 8                          | Emilio Amico       | Lorette        | Charlie Rayon   | Miranda Grace         |
| 9                          | Théo Bellanca      | Elliot         | Kilonga         | Mickaël Kruz          |
| 10                         | Maëlia             | Tanaë          | Michael David   | Franck                |
| 11                         | Salvatore          | Bry            | Dixye           | Héléna Hélia          |
| 12                         | Théadule           | Kenny          | Katleen         | Ève                   |
| 13                         | Manon              | Adam           | Étienne Perrier | Laelia                |
| 14                         | Tifany B           | Shana          | Khénoah         | Jordan                |
| 15                         | FG Lucas           | Boï Patchivalo | Miya            | Athéna                |
| 16                         | Eÿs                | Rick           | Kylian          | Chris                 |
| Coup de cœur               | Sébastien Longhi   | —              | —               | Julie                 |
| Coup de cœur               | Kylia              | —              | —               | Francesco Il Mercante |

### Les groupes
Les coachs composent des groupes de 3 à 4 talents qui performent ensemble sur une même chanson. À la fin de chaque prestation, les coachs doivent déterminer les talents qu'ils conservent, au moins 1 talent par groupe doit être sauvé. Les coachs auront 6 talents chacun pour la prochaine étape : Les Battles.

#### Épisode 10
Le dixième épisode est diffusé le 5 avril 2025 à 21 h 10.

#### Épisode 11
Le onzième épisode est diffusé le 12 avril 2025 à 21 h 10.

#### Bilan des groupes
| Nombre de talents (sur 6) | Florent Pagny                                   | Zaz       | Vianney        | Patricia Kaas |
| ------------------------- | ----------------------------------------------- | --------- | -------------- | ------------- |
| 1                         | Levon, Salvatore et Sébastien Longhi (Il Cello) | Maag      | The Joyful Key | Teona         |
| 2                         | César Varadero                                  | Mina Blue | Mega           | Aidan Rohr    |
| 3                         | FG Lucas                                        | Elliot    | Sorenza        | Laelia        |
| 4                         | Emilio Amico                                    | Gianni    | Miya           | Héléna Hélia  |
| 5                         | Théadule                                        | Neven     | Kilonga        | Mickaël Gallo |
| 6                         | Gabriel Nabi Gueye                              | Bry       | Iman           | Charline      |

### Les Battles
Durant l'épreuve des Battles, deux talents de la même équipe s'affrontent en duo sur une chanson choisie par leur coach. Le vol de talent est supprimé.
À l'issue des Battles, chaque coach a 3 talents demi-finalistes.

#### Épisode 12
Le douzième épisode est diffusé le 19 avril 2025 à 21 h 10.

#### Bilan des Battles
| Nombre de talents (sur 3) | Florent Pagny                                   | Zaz    | Vianney | Patricia Kaas |
| ------------------------- | ----------------------------------------------- | ------ | ------- | ------------- |
| 1                         | Levon, Salvatore et Sébastien Longhi (Il Cello) | Maag   | Kilonga | Laelia        |
| 2                         | César Varadero                                  | Neven  | Mega    | Mickaël Gallo |
| 3                         | Emilio Amico                                    | Gianni | Iman    | Aidan Rohr    |

### Les directs
Épisode 13 - Demi-finale
Pour cette épreuve, c'est le public qui vote pour qualifier un seul talent par équipe, qui accède à la finale.
Jean-Louis Aubert s'installe aux côtés des 4 coachs dans le fauteuil de "Super Coach". Gims, aussi présent, chante avec les talents encore en lice lors de cette demi-finale.

#### Épisode 13
Le treizième épisode est diffusé le 26 avril 2025 à 21 h 10.

#### Qualifiés pour la finale
| Florent Pagny                                   | Zaz    | Vianney | Patricia Kaas |
| ----------------------------------------------- | ------ | ------- | ------------- |
| Levon, Salvatore et Sébastien Longhi (Il Cello) | Gianni | Mega    | Mickaël Gallo |

#### Épisode 14 — La finale
Le quatorzième épisode est diffusé le 3 mai 2025 à 21 h 10.
Les invités de cette finale sont : Lara Fabian, Pierre Garnier, M. Pokora et Yodelice. La candidate Colette Mansard, éliminée aux auditions à l'aveugle, revient interpréter son premier titre avec les finalistes.
Chaque candidat chante une chanson en duo avec son coach et avec l'un des invités. 
Enfin, les 4 talents finalistes proposent une carte blanche : une chanson originale enregistrée quelques jours auparavant.

## Audiences

### The Voice: La plus belle voix
| Type                  | Jour               | Horaire de diffusion | Audience moyenne          | Audience moyenne | Audience moyenne | Classement des audiences | Réf.     |
| Type                  | Jour               | Horaire de diffusion | Nombre de téléspectateurs | Part de marché   | Part de marché   | Classement des audiences | Réf.     |
| Type                  | Jour               | Horaire de diffusion | Nombre de téléspectateurs | (4 ans et plus)  | (FRDA-50)        | Classement des audiences | Réf.     |
| --------------------- | ------------------ | -------------------- | ------------------------- | ---------------- | ---------------- | ------------------------ | -------- |
| Auditions à l'aveugle | 1er février 2025   | 21 h 10–22 h 10      | 4 110 000                 | 22,2 %           | 36,3 %           | 1er                      | [ a 1 ]  |
| Auditions à l'aveugle | 1er février 2025   | 22 h 15–23 h 25      | 4 010 000                 | 26,9 %           | 36,3 %           | 1er                      | [ a 1 ]  |
| Auditions à l'aveugle | 8 février 2025     | 21 h 10–22 h 25      | 3 670 000                 | 20,3 %           | 30 %             | 1er                      | [ a 2 ]  |
| Auditions à l'aveugle | 8 février 2025     | 22 h 30–23 h 35      | 3 440 000                 | 26,2 %           | 30 %             | 1er                      | [ a 2 ]  |
| Auditions à l'aveugle | 15 février 2025    | 21 h 10–22 h 15      | 4 020 000                 | 22,2 %           | 33,8 %           | 1er                      | [ a 3 ]  |
| Auditions à l'aveugle | 15 février 2025    | 22 h 25–23 h 30      | 3 740 000                 | 28 %             | 36,3 %           | 1er                      | [ a 3 ]  |
| Auditions à l'aveugle | 22 février 2025    | 21 h 10–22 h 15      | 3 630 000                 | 19,7 %           | 30,2 %           | 2e                       | [ a 4 ]  |
| Auditions à l'aveugle | 22 février 2025    | 22 h 20–23 h 30      | 3 800 000                 | 27,2 %           | 34,1 %           | 2e                       | [ a 4 ]  |
| Auditions à l'aveugle | 1er mars 2025      | 21 h 10–22 h 15      | 3 580 000                 | 19,5 %           | 31,3 %           | 2e                       | [ a 5 ]  |
| Auditions à l'aveugle | 1er mars 2025      | 22 h 20–23 h 25      | 3 210 000                 | 22,3 %           | 30,5 %           | 2e                       | [ a 5 ]  |
| Auditions à l'aveugle | 8 mars 2025        | 21 h 10–22 h 20      | 3 380 000                 | 19,4 %           | 27,4 %           | 2e                       | [ a 6 ]  |
| Auditions à l'aveugle | 8 mars 2025        | 22 h 30–23 h 35      | 3 250 000                 | 25,7 %           | 29,6 %           | 2e                       | [ a 6 ]  |
| Auditions à l'aveugle | 15 mars 2025       | 21 h 10–22 h 10      | 2 800 000                 | 13,1 %           | 19,2 %           | 3e                       | [ a 7 ]  |
| Auditions à l'aveugle | 15 mars 2025       | 22 h 20–23 h 10      | 2 540 000                 | 13,9 %           | 18,3 %           | 3e                       | [ a 7 ]  |
| Auditions à l'aveugle | 22 mars 2025       | 21 h 10–22 h 20      | 3 391 000                 | 21,9 %           | 32 %             | 1er                      | [ a 8 ]  |
| Auditions à l'aveugle | 22 mars 2025       | 22 h 25–23 h 25      | 3 140 000                 | 27,5 %           | 31,8 %           | 1er                      | [ a 8 ]  |
| Auditions à l'aveugle | 29 mars 2025       | 21 h 10–22 h 10      | 3 049 000                 | 18,3 %           | 23,8 %           | 2e                       | [ a 9 ]  |
| Auditions à l'aveugle | 29 mars 2025       | 22 h 15–23 h 25      | 2 680 000                 | 20,6 %           | 25,2 %           | 3e                       | [ a 9 ]  |
| Groupes               | 5 avril 2025       | 21 h 10–22 h 05      | 3 085 000                 | 17,4 %           | 28 %             | 2e                       | [ a 10 ] |
| Groupes               | 5 avril 2025       | 22 h 15–23 h 25      | 2 490 000                 | 17,8 %           | 22,7 %           | 2e                       | [ a 10 ] |
| Groupes               | 12 avril 2025      | 21 h 10–22 h 20      | 2 991 000                 | 17,4 %           | 20 %             | 3e                       | [ a 11 ] |
| Groupes               | 12 avril 2025      | 22 h 25–23 h 30      | 2 560 000                 | 20,2 %           |                  | 3e                       | [ a 11 ] |
| Battles               | 19 avril 2025      | 21 h 10–22 h 15      | 2 843 000                 | 16,3 %           | 20,5 %           | 3e                       | [ a 12 ] |
| Battles               | 19 avril 2025      | 22 h 20–23 h 45      | 2 660 000                 | 20,7 %           | 22,9 %           | 3e                       | [ a 12 ] |
| Demi-finale           | 26 avril 2025      | 21 h 10–22 h 30      | 2 871 000                 | 16,8 %           | 20,3 %           | 2e                       | [ a 13 ] |
| Demi-finale           | 26 avril 2025      | 22 h 35–00 h 00      | 2 330 000                 | 20,5 %           | 18,2 %           | 2e                       | [ a 13 ] |
| Finale                | 3 mai 2025         | 21 h 10–22 h 10      | 2 901 000                 | 16,4 %           | 18,7 %           | 2e                       | [ a 14 ] |
| Finale                | 3 mai 2025         | 22 h 15–23 h 35      | 2 790 000                 | 20,5 %           | 19,4 %           | 2e                       | [ a 14 ] |
|                       |                    |                      |                           |                  |                  |                          |          |
| Bilan de la saison    | Bilan de la saison | P1                   | 3 310 000                 | 18,6 %           | 26,7 %           |                          | [ a 15 ] |
| Bilan de la saison    | Bilan de la saison | P2                   | 3 040 000                 | 22,7 %           | 28,1 %           |                          | [ a 15 ] |
| Bilan de la saison    | Bilan de la saison | Total                | 3 180 000                 | 20,7 %           | 27,4 %           |                          | [ a 15 ] |

Légende :
- Plus hauts chiffres d'audience
- Plus bas chiffres d'audience

### The Voice, la suite
| Jour et horaire de diffusion     | Audience moyenne          | Audience moyenne | Références |
| Jour et horaire de diffusion     | Nombre de téléspectateurs | PDM              | Références |
| -------------------------------- | ------------------------- | ---------------- | ---------- |
| 1er février 2025 (23:35 - 00:40) | 1 090 000                 | 15,6 %           | [ a 16 ]   |
| 8 février 2025 (23:40 - 00:50)   | 751 000                   | 12,3 %           | [ a 17 ]   |
| 15 février 2025 (23:40 - 00:40)  | 801 000                   | 13,2 %           | [ a 18 ]   |
| 22 février 2025 (23:40 - 00:40)  | 609 000                   | 9,6 %            | [ a 19 ]   |
| 1er mars 2025 (23:30 - 00:25)    | 604 000                   | 8,2 %            | [ a 20 ]   |
| 8 mars 2025 (23:40 - 00:40)      | 569 000                   | 9,1 %            | [ a 21 ]   |
| 15 mars 2025 (23:20 - 00:15)     | 673 000                   | 8 %              | [ a 22 ]   |
| 22 mars 2025 (23:30 - 00:30)     | 661 000                   | 10,9 %           | [ a 23 ]   |
| 29 mars 2025 (23:30 - 00:30)     | 557 000                   | 8,9 %            | [ a 24 ]   |
| 5 avril 2025 (23:30 - 00:40)     | 595 000                   | 9,5 %            | [ a 25 ]   |
| 12 avril 2025 (23:40 - 00:50)    | 423 000                   | 7,3 %            | [ a 26 ]   |
| 19 avril 2025 (23:50 - 00:55)    | 452 000                   | 9 %              | [ a 27 ]   |
| 27 avril 2025 (00:10 - 01:10)    | 454 000                   | 8,5 %            | [ a 28 ]   |
| 3 mai 2025 (23:40 - 00:35)       | 766 000                   | 12,1 %           | [ a 29 ]   |

Légende :
- Plus hauts chiffres d'audience
- Plus bas chiffres d'audience